# 威音王佛
威音王佛，又譯作寂趣音王佛；《妙法莲华经玄赞》認為“显说法华之音声，如王之尊胜，有大威势，能令众生获大利乐”而得名。威音王佛為釋迦佛於經中所宣說出的最早成佛的佛陀，所以稱作本初佛，此方國土出世的兩萬億尊佛都號威音王佛。在密宗中称呼普賢王如來爲“本初佛”，但实际上其爲法身佛，和威音王佛“本初佛”并非相同概念。

## 概論
根據《妙法蓮華經》記載，威音王佛成佛的時間在無量無邊不可思議阿僧祇劫之前的“太古离衰劫”（梵語：Vinirbhoga；簡稱“離衰”）。當時，他所在的佛國名爲“大成”（梵語：Mahā-sambhāva；義爲大成就），佛壽命有相當長久的四十萬億那由他恒河沙劫。其佛國正法住世時間爲“如一閻浮提微塵”劫，像法住世時間爲“如四天下微塵”劫。
在威音王佛佛滅後，依次共有二萬億尊佛陀住世，佛號都是相同的威音王佛。